# Bá tước Cadogan
Bá tước Cadogan (tiếng Anh: Earl Cadogan; /kəˈdʌɡən/) là một tước hiệu đã được tạo ra hai lần trong Đẳng cấp quý tộc Đại Anh, trao cho gia tộc Cadogan. Lần tạo ra thứ hai vào năm 1800, dành cho Charles Cadogan, Nam tước Cadogan thứ 3.
Gia tộc Cadogan có nguồn gốc từ xứ Wales, họ này được đánh vần là Cadwgan cho đến thế kỷ XV. Trong môn đua ngựa, gia đình sở hữu ngựa sử dụng màu xanh Eton, tương tự như màu ngọc lam của Đại học Cambridge, đã đăng ký năm 1889.